# L형균
L형균(엘형균), L형 박테리아(L-form bacteria), L상 박테리아, L상 변종(L-phase variants) 또는 세포벽 결핍 박테리아(cell wall-deficient bacteria, CWDB)는 다양한 세균에서 파생된 성장 형태이다. 세포벽이 결핍되어 있다. L형에는 두 가지 유형이 있다: 불안정한 L형, 분열할 수 있지만 원래의 형태로 돌아갈 수 있는 구상체, 그리고 원래의 박테리아로 돌아갈 수 없는 안정한 L형.

## 같이 보기
- 미코플라스마과
- 프로토플라스트
- 스페로플라스트